# Gène Dun
Robe du cheval
Le gène Dun est un gène de dilution responsable des couleurs de robe dites « dun » ou « sauvages », chez le cheval. Son action donne des marques primitives, classiquement des zébrures sur les jambes et une raie de mulet, plus rarement une bande cruciale traversant l'épaule, en plus de décolorer la robe. La robe la plus classique associée à ce gène est dans les tons jaune-gris à brun-fauve avec les crins et le bas des jambes noirs, et nommée bai dun. Les autres chevaux dun portent une teinte allant du jaune pâle au gris acier (robe souris), dépendante de la robe de base.
L'allèle du gène Dun est dominant. Qu'il porte une seule ou deux copies de cet allèle, le cheval a la même apparence. Son action est plus puissante que chez les autres gènes de dilution, comme le gène Silver, qui n'agit que sur les pigments noirs, et le gène Crème. Le gène Dun est caractérisé par ses marques primitives, mais la présence d'une raie de mulet chez un cheval n'est pas une garantie que celui-ci soit porteur du gène Dun, puisqu'un gène de contre-illumination peut donner une raie de mulet chez l'Arabe et le Pur-sang, deux races connues pour ne pas exprimer le Dun.
Le gène Dun est systématiquement présent chez le Fjord, et relativement fréquent chez le Quarter Horse, le Highland, le Mustang et le Poitevin mulassier, ainsi que chez les ânes et les mulets. Il transforme une robe alezane en alezan dun, une robe baie en bai dun, et une robe noire en souris.

## Génétique

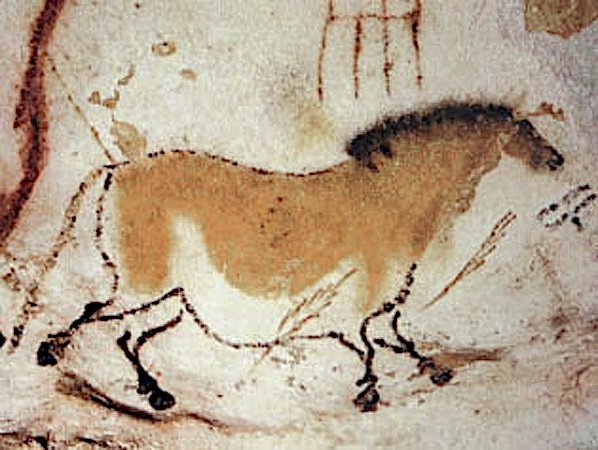
Les peintures pariétales de Lascaux montrent vraisemblablement des chevaux bais dun, renforçant l'hypothèse du caractère primitif du gène dun.

Le gène dun est un trait primitif chez le cheval. Les preuves incluent la présence de peintures pariétales préhistoriques montrant des robes baies dun, et la présence très fréquente du gène chez d'autres espèces du genre Equus, notamment les sous-espèces de Equus ferus (le Tarpan maintenant éteint et le cheval de Przewalski, toujours existant) Equus lambei maintenant éteint, et les actuels Onagres et Kiang.
L'emplacement exact du gène a été découvert fin 2015.
A la différence de la plupart des gènes qui sont traditionnellement associés avec le locus de dilution, ce n'est évidemment pas un gène d'albinisme. Il est possible d'en connaître la présence grâce à une analyse génétique.

## Variétés

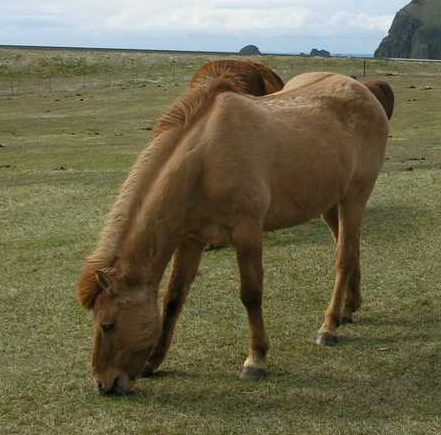
Un cheval islandais alezan sauvage.

Le gène dun est un puissant gène de dilution affectant à la fois le corps, les crins, les jambes et les marques primitives, en éclaircissant davantage la robe de base. Il agit à la fois sur l'eumélanine et la phéomélanine.
Cela explique pourquoi les parties noires d'un cheval porteur du gène restent toujours plus foncées que sa robe. Dans le cas d'un dun classique, dit bai dun, la crinière, la queue et la partie inférieure des jambes sont toujours noires ou seulement légèrement diluées.

### Bai dun
La robe bai dun n'est actuellement pas officiellement dissociée en France des robes dites « isabelle », affectées par le gène crème. En anglais, elle est connue sous les noms de dun, bay dun, classic dun ou encore zebra dun. Elle forme quoi qu'il en soit la plus courante des robes affectées par le gène dun, consistant en un corps dans les tons jaune pâle avec une crinière et une queue noires, et des marques primitives. Génétiquement, elle est causée par l'action diluante du gène dun sur une base de robe baie.

### Alezan dun
L'alezan dun, nommé en anglais red dun, claybank ou fox dun, ne comporte aucune partie noire, et donc le gène de dilution ne peut agir sur du noir. Malgré tout, crins, crinière, bas des membres et marques primitives sont d'un brun à roux plus foncé que la robe. Génétiquement, le cheval porte une base de robe alezane, sur laquelle agit la dilution du gène dun.

### Souris

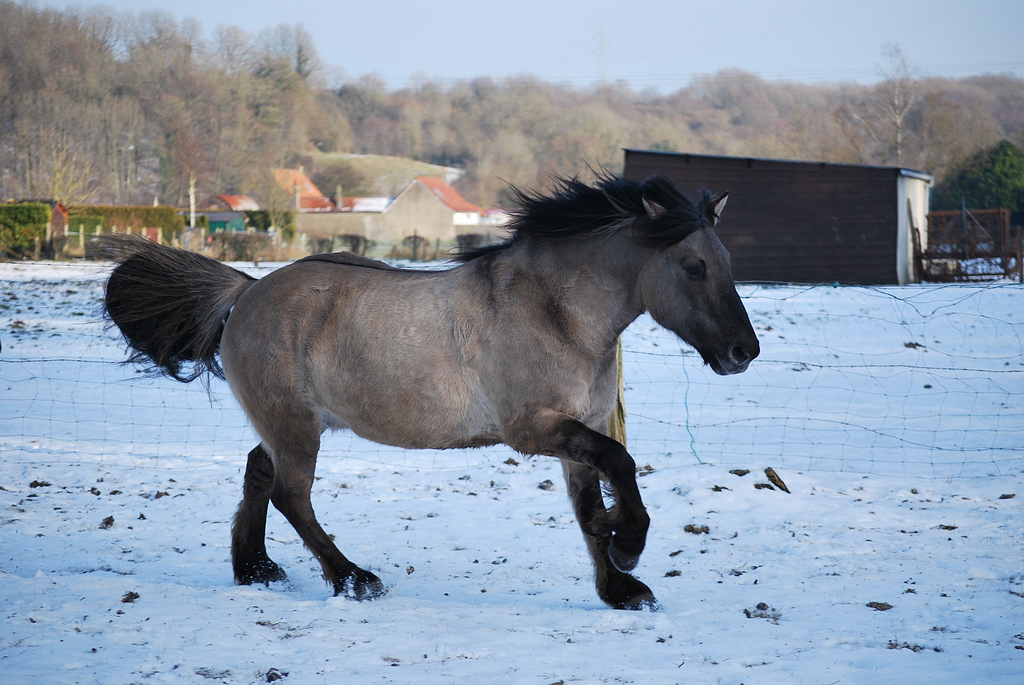
Poney souris

Les chevaux souris, nommés en anglais grullo, grulla, blue dun ou mouse dun, possèdent une robe fumée de couleur brun-souris à gris acier, du clair au foncé. Elles conservent toujours des parties noires et sont souvent caractérisées par une tête en partie noire, nommée « cap de maure ». Les marques primitives sont en principe noires. Génétiquement, cette robe est causée par l'action du gène de dilution dun sur une base de robe noire. Contrairement au cheval noir rouanné, qui peut en être visuellement proche, les crins ne sont pas mélangés de noir et de blanc, et contrairement à un cheval gris, dont le pelage consiste en un mélange de poils clairs et foncés, la robe souris non seulement ne s’éclaircit pas au fur et à mesure que le cheval prend de l'âge, mais en plus présente des poils individuellement gris.

### Terminologie et classification
Chez le Fjord, qui est une race présentant en très grande majorité le gène dun, la terminologie norvégienne permet de distinguer toutes les variétés de la robe. Brunnblakk désigne le bai dun, rødblakk l'alezan dun, grå (littéralement « gris ») les souris, les chevaux bais porteurs du gène dun et du gène crème sont nommés ulsblakk, et les dunalino, qui sont des chevaux alezans porteurs des deux gènes de dilution, sont appelés gulblakk. Un crème ou un perlino est nommé kvit, littéralement « blanc ».

## Fréquence

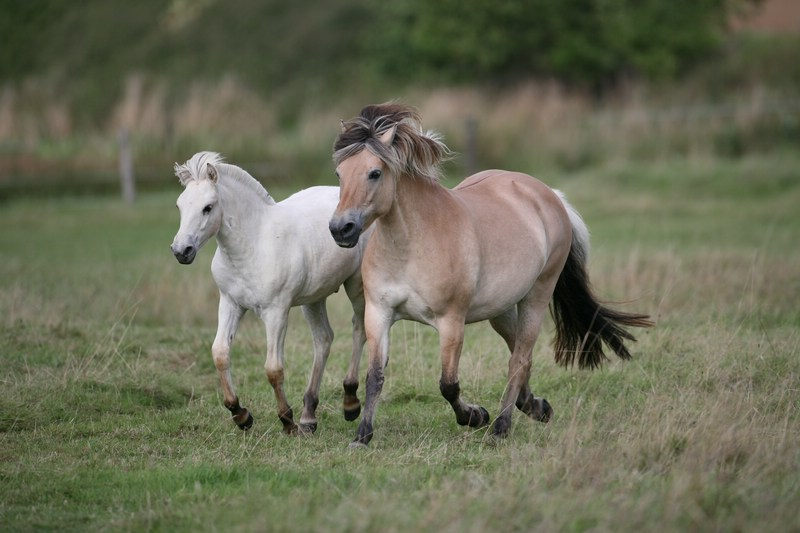
Des Fjord

La robe bai dun est typique du Fjord, également fréquente chez le Henson, race française issue de croisements entre le Fjord et des chevaux de sang, chez le Poitevin mulassier, race française qui l'a héritée de ses ancêtres hollandais, chez les Highlands, Mustangs et Quarter Horses. Les Sorraia, poney Dülmen et Konik sont plus fréquemment souris, les chevaux islandais présentent tous les variétés du gène.

#### Articles scientifiques
- (en) Stefan Adalsteinsson, « Inheritance of yellow dun and blue dun in the Icelandic toelter horse », The Journal of Heredity, vol. 69, no 3,‎ 1978, p. 146–148
- (en) Stefan Adalsteinsson, « A new interpretation of the inheritance of the horse colors dun and Isabella in a Russian stud during the period 1854–1894 The Journal of Heredity », The Journal of Heredity, vol. 69, no 6,‎ 1978, p. 426–428
- (en) Craig Linden et L. Dale Van Vleck, « Evidence for inheritance of the red dun dilution in the horse », The Journal of Heredity, vol. 76,‎ 1985, p. 138–139
- (de) Krista Siebel, « Analyse genetischer Varianten von Loci für die Fellfarbe und ihre Beziehungen zum Farbphänotyp und zu quantitativen Leistungsmerkmalen beim Schwein Inaugural », Dissertation zur Erlangung des Grades eines Doktors der Veterinärmedizin, Institut für Nutztierwissenschaften der Humboldt-Universität zu Berlin,‎ juillet 2001
- (en) M. Florek, A. Stachurska, A. Brusniak, M. Pieta, Z. Jaworski et A. P. Ussing, « Colour variation in blue dun: Polish Konik and Bigoraj horses », Livestock Production Science, vol. 90, nos 2-3,‎ 2004, p. 201–209

#### Ouvrages
- (en) Dan Phillip Sponenberg, Equine Color Genetics, Blackwell, 2003, 2e éd. (ISBN 0-8138-0759-X)
- [Tsaag Valren et Népoux 2019] Amélie Tsaag Valren et Dr. Virginie Népoux, Beauté des chevaux, le mystère de leurs robes, Éditions France Agricole, 2 octobre 2019, 256 p. (ISBN 979-10-90213-98-2).